# Tereza Šefrnová
Tereza Šefrnová (* 4. května 1980 Praha) je česká herečka, scenáristka a režisérka.
Vystudovadla herectví, novinařinu a Fakultu humanitních studií Karlovy university, kde ji vedl profesor Jan Sokol. V současnosti[kdy?] navštěvuje doktorandský program na pražské DAMU, kde ji vede profesor Jaroslav Vostrý.
Od svých dvanácti let hostovala v různých divadlech. Stala se moderátorkou Zlaté prahy/Fajn radia. Jako televizní moderátorka je známa z první české seznamovací reality show Balírna (Prima TV). Psala sloupky otiskované časopisem Reflex.
Stal se hlavní scenáristkou populárně-vědeckého pořadu Odhalení (ČRo, ČT, Zoo Praha). DVD verze projektu Odhalení získala na festivalu Wildscreen v Bristolu cenu Panda Award (v kategorii ARKive INTERACTIVE AWARD) pro rok 2006, rok před tím Tereza Šefrnová reprezentovala české veřejnoprávní vysílání na mediálním kongresu v Ženevě. Je autorkou a režisérkou seriálu krátkých pohádek Mojánky (ČRo, ČT) a scenáristkou pořadu věnovaném českému jazyku O češtině (ČT). Jako kreativní producentka se věnuje vývoji nových televizních formátů.
Pracuje také pro reklamu, časopis Marketing & Media ji označil za nejobsazovanější českou herečku. Byla dramaturgem a autorkou scénáře nejsledovanějšího pořadu Silvestr 2011 na ČT1, spolu s R. Kopřivíkem. Točila reportáže pro ZOO Praha z Afrického Kamerunu v rámci charitativní akce Toulavý autobus, jehož patronem byl Karel Poborský. Pro edici recenzovaného časopisu DISK napsala studie na stipendiu v New Yorku o podmínkách herectví. Herecky, režijně i překladatelsky spolupracuje převážně se zahraničím.

## Knihy
- Pohádky ze zoologické zahrádky (XYZ, 2008).
- Moja a páv (Brio, 2006, spoluautor Miroslav Bobek),rozhlasová úprava v režii Karla Weinlicha, CD v režii J. Jiráně v podání Lucie Bílé.
- Moja, Tatu a tiplíci (Radioservis, 2008, spoluautor Miroslav Bobek), rozhlasová úprava v režii K. Weinlicha, CD (2009) v režii J. Jiráně v podání Lucie Bílé.
- Estórias de Gorilas (Radioservis, 2009, spoluautor Miroslav Bobek)
- Gorilla fairy-tales (Radioservis, 2009, spoluautor Miroslav Bobek)

## Divadelní Role
- Shakespeare, Romeo a Julie (Julie)
- Witkiewicz, Na malém dvorci (Anastázie)
- Wedekind, Procitnutí jara (Vendula)
- Puškin, Rusalka (Rusalka)
- Shakespeare, Othello (Desdemona)
- Rostand, Cyrano z Bergeracu (Prodavačka, Sestra Marta), Divadlo pod Palmovkou
- Kohout, August, August, August (Evelýna), Divadlo pod Palmovkou
- Čech, Dívčí válka (Šárka)
- Goldoni, Poprask na laguně (Lucietta), Městské divadlo v Brně
- Oupic, Kriegel, Hledám milence zn. spěchá